# Hallgeir Brenden
Hallgeir Brenden (Trysil, 10 febbraio 1929 – Lillehammer, 21 settembre 2007) è stato un fondista norvegese.
Ha conquistato quattro medaglie olimpiche in tre partecipazioni ai giochi olimpici invernali (1952, 1956 e 1960).

## Palmarès
Olimpiadi
- 4 medaglie:
  - 2 ori (18 km a Oslo 1952, 15 km a Cortina d'Ampezzo 1956)
  - 2 argenti (staffetta a Oslo 1952, staffetta a Squaw Valley 1960)

## Onorificenze
- Medaglia Holmenkollen (1955)